# Evangelische Pfarrkirche St. Cornelius und Cyprian (Biberach)

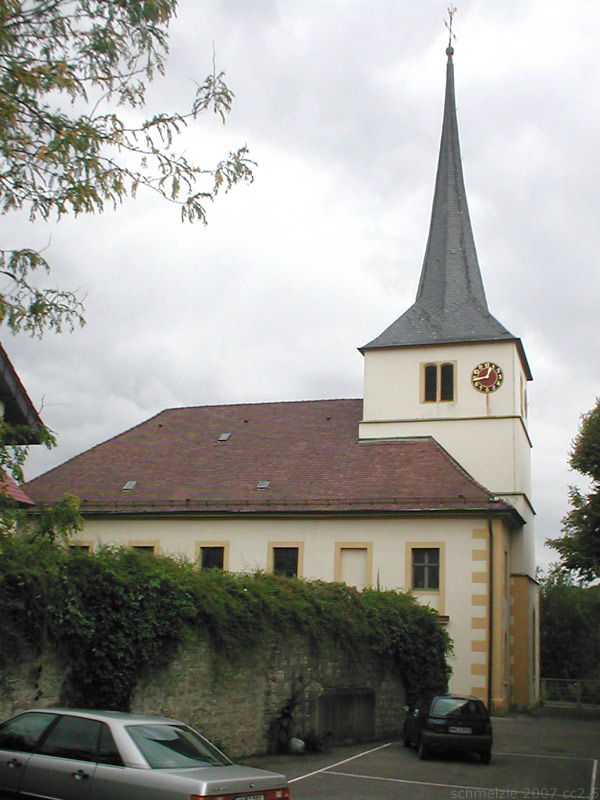
Evangelische Kirche St. Cornelius und Cyprian

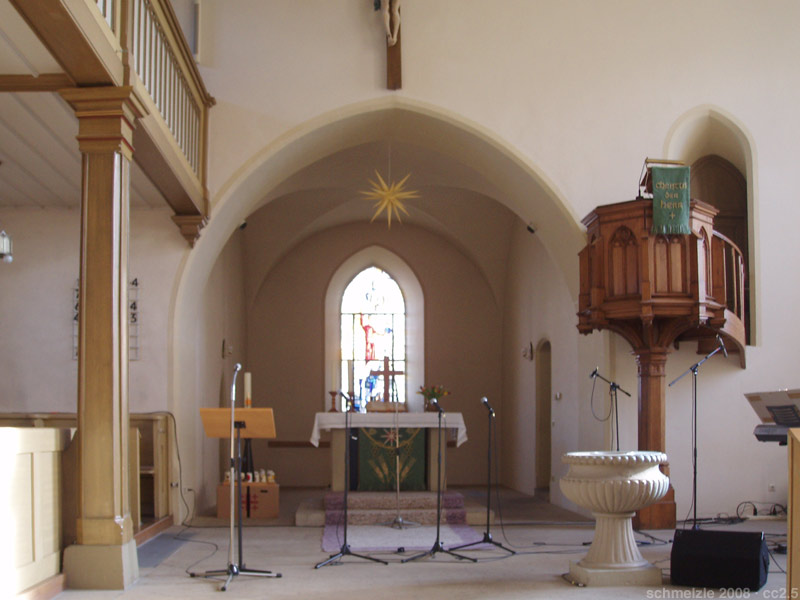
Blick zum Chor

Die Evangelische Pfarrkirche St. Cornelius und Cyprian im Heilbronner Stadtteil Biberach wurde 1830 errichtet und geht auf einen Vorgängerbau aus dem 15. Jahrhundert zurück, der nach 1675 als Simultankirche für Evangelische und Katholiken genutzt wurde.

## Geschichte
Die älteste Biberacher Pfarrkirche stammt aus dem 15. Jahrhundert und ist in der protestantischen Kirche St. Cornelius und Cyprian (1830) aufgegangen. Die den Heiligen Cornelius und Cyprian geweihte Kirche wurde im Wormser Synodale 1496 erstmals erwähnt. Die Kirche gehörte zum Bistum Worms und wurde vom Wormser Dompropst finanziert und unterhalten. Wimpfen erwarb 1407 Biberach. 1585/86 hielt auch in Biberach die Reformation Einzug und die Kirche wurde evangelisch. Die Kirche scheint zur Zeit der Spätrenaissance neu gebaut worden zu sein (Einweihung am 21. Oktober 1627).
Seit dem Jahr 1675 diente die Kirche auf Drängen des Deutschen Ordens, der seit längerer Zeit Besitz in Biberach hatte, als Simultankirche für beide christliche Konfessionen. 1681 gelangte Biberach vollständig an den Deutschen Orden, der danach die Ortsherrschaft stellte und auch den Pfarrer für Biberach ernannte. Nachdem Biberach 1805 an Württemberg und damit an eine evangelische Landesherrschaft gefallen war, beantragte die evangelische Gemeinde die Rückerstattung der Kirche. Am 3. August 1820 erging jedoch ein Ministerialerlass, der ausdrücklich die weitere Benutzung als Simultankirche bestätigte.
Im Jahr 1830 wurde das Langhaus wegen Baufälligkeit erneuert und am 27. Juni 1830 eingeweiht. Baurat Jacob Friedrich Nellmann (1785–1853) hatte hierfür die Bauleitung dem Stadtwerkmeister Schächterle aus Heilbronn übergeben. Das Langhaus am Turmchor wurde im Kameralamtsstil mit dreiseitiger Empore und Kanzel an der südlichen Chorbogenwand mit Zugang aus der Südost-Sakristei als Predigtkirche errichtet. Im Zuge der Erneuerung der Kirche wurde zugleich der Turm erweitert, der seitdem dreistöckig ist und einen schiefergedeckten spitzen Turmhelm trägt. Im unteren Teil des Turms befinden sich gotische Spitzbogenfenster. Angebaut ist ein halbrundes Treppentürmchen. Die Fenster sind rechtwinklig. Der Chor verfügt über ein Rippengewölbe. Drei Emporen umgeben das Hauptschiff.
Die fortgesetzte Nutzung als Simultankirche soll beständig Anlass zu Ärgernissen gegeben und bei beiden Konfessionen Verdruss über die Mitnutzung durch die andere erzeugt haben, so dass sich die katholische Gemeinde zum Bau einer eigenen Kirche entschloss, die dasselbe Patrozinium erhielt. Die römisch-katholische Pfarrkirche St. Cornelius und Cyprian war bis 1863 fertiggestellt.
Die künftig wieder ausschließlich evangelische Kirche wurde 1879 durch den Heilbronner Amtsbaumeister Maute im Stil der Neogotik renoviert und erhielt eine neue Kanzel und Ausmalung. Seitdem fanden weitere Renovierungen und Umbauten statt, zum Beispiel 1993 durch den Heilbronner Architekten Theodor Pfeifer. Für die Gefallenen der beiden Weltkriege wurde ein Ehrenmal im Kirchenraum errichtet. Die Kirche erhielt neue Buntglasfenster vom Unterländer Grafiker Peter „Peer“ Friedel (1941–2011): 1967 ein Seitenfenster (abstrakt), 1969 das Chorfenster mit dem Thema Auferstehung Christi. Das einstmals im Chorbogen erhaltene Grabmal des Generalmajors in französischen Diensten von Klug, Ortsbesitzer in den Jahren 1650 bis 1681, verbrachte man in eine Ecke unter der Orgelempore. Der Grabstein trägt die folgende Inschrift:
Sub hoc tumulo
Placide requiescunt
Heros quondam
Magnus
Perillustris et Generosissimus
Dominus dominus de Klug in Biberach et Nambsheim Christianissimi
Galliarum et Navarrae regis in
exercitu pedestri Generalis maior
et legionis pedestris colonellus
Serenissimi itidem et potentissimi
Principis electoris Palatini Consili
arius bellicus simul ac supremus
Mosbachensium praefectus
ut et
Perillustris et generosissima Domina
Domina Maria de Klug ex antiquis
sima de Lisle prosapia oriunda

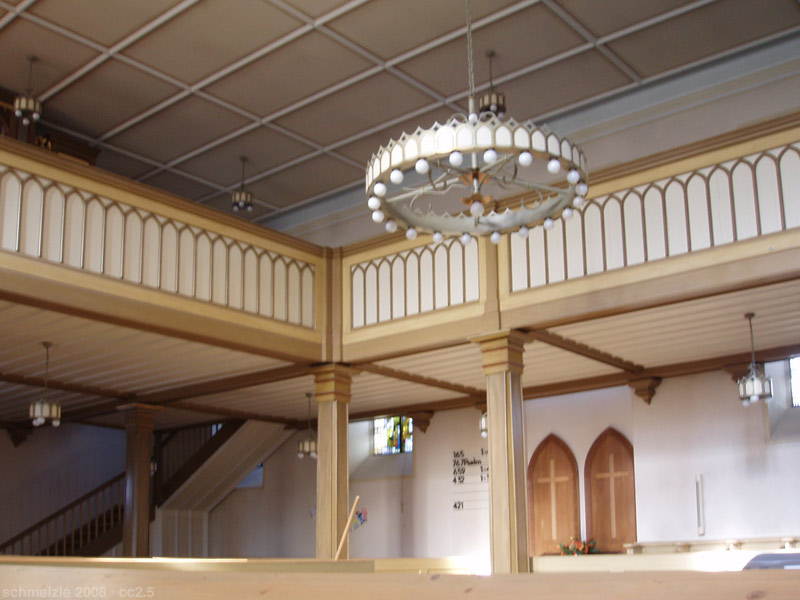
Empore
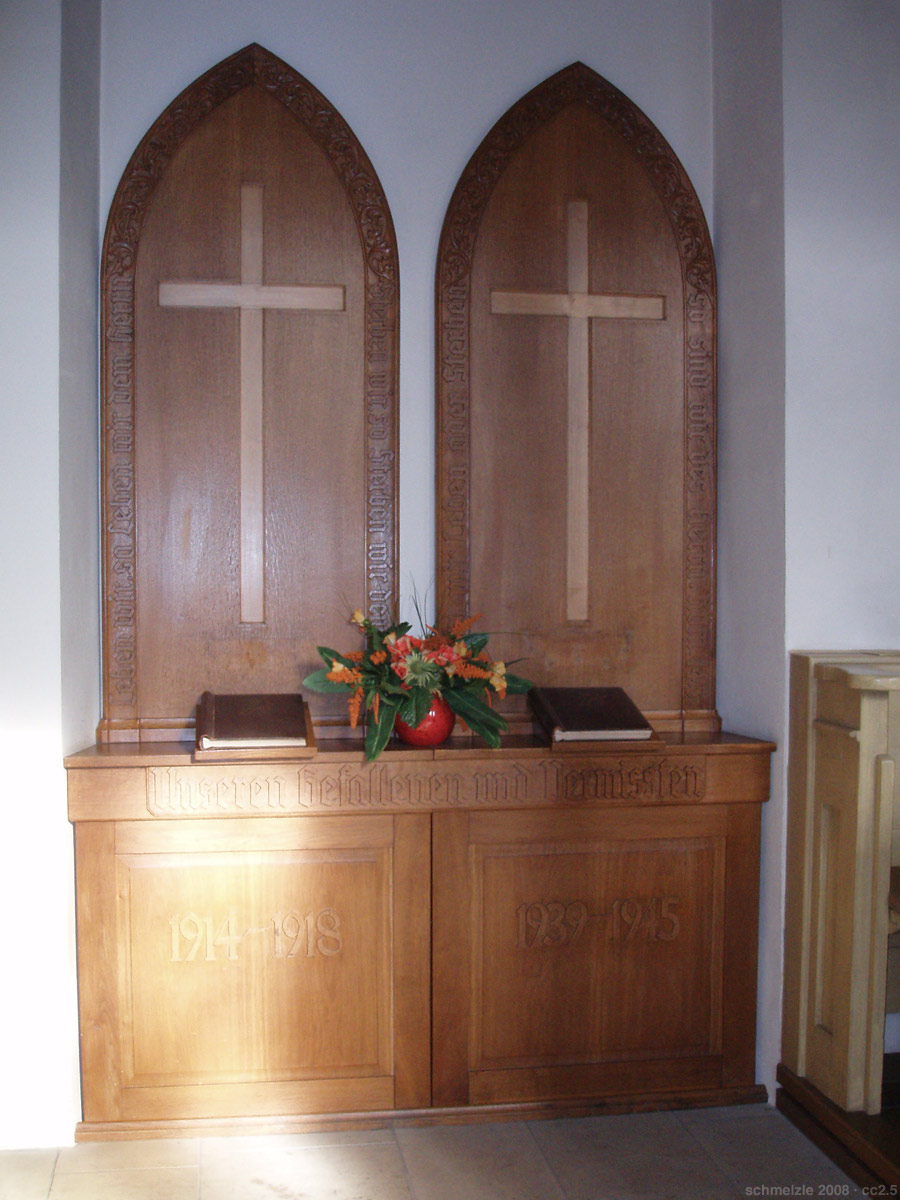
Kriegerehrenmal
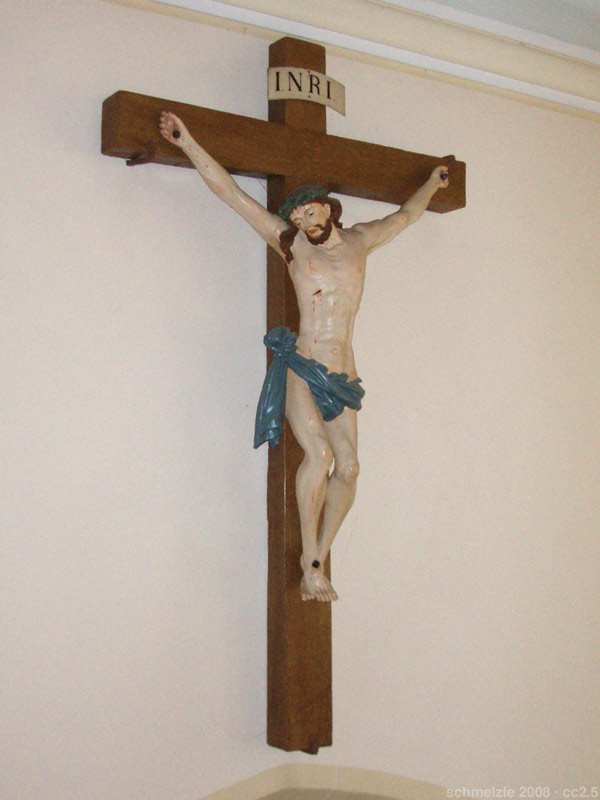
Kruzifix am Chorbogen
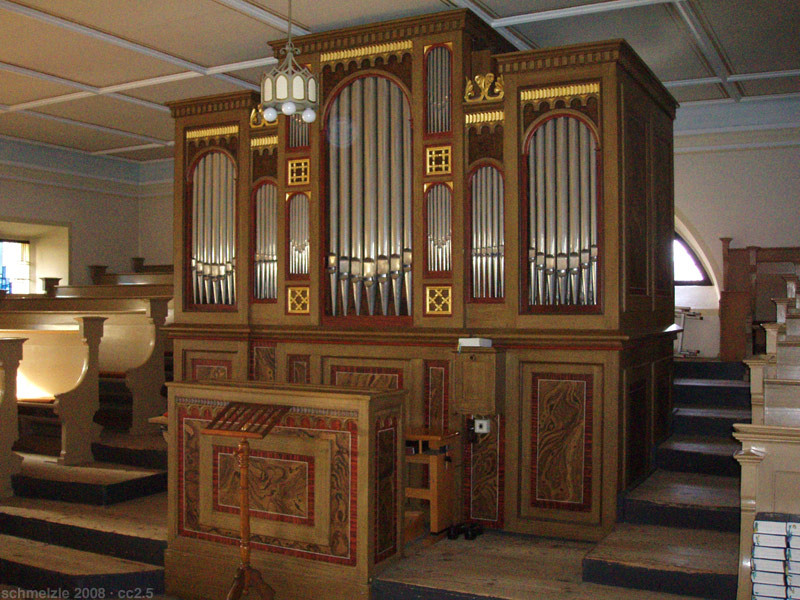
Orgel auf Empore
Chorfenster
Seitenfenster-Detail